# Izvoare (Dolj)
Izvoare è un comune della Romania di 1 926 abitanti, ubicato nel distretto di Dolj, nella regione storica dell'Oltenia.
Il comune è formato dall'unione di 3 villaggi: Corlate, Domnu Tudor, Izvoare.